# Paul Helbronner

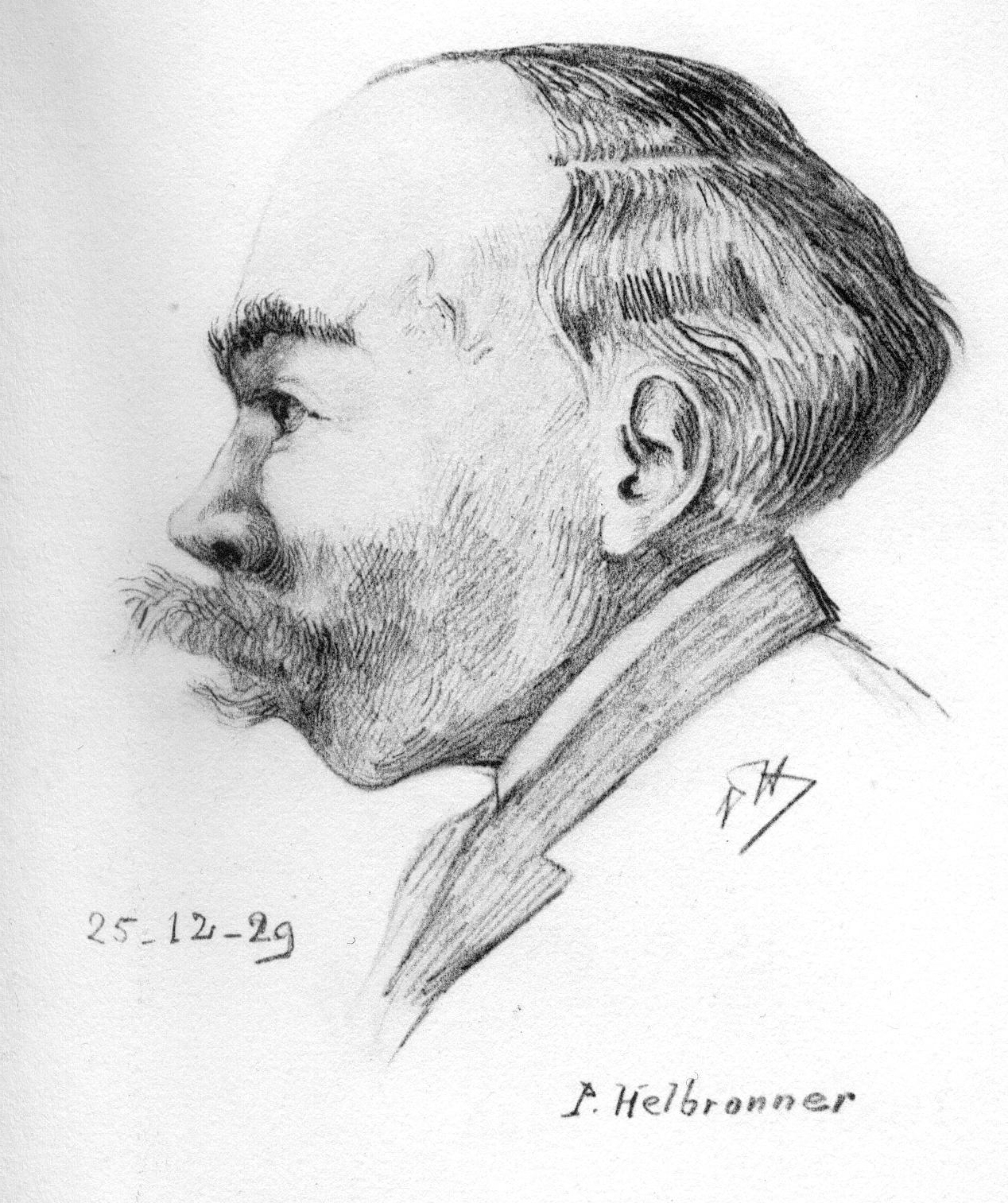
Paul Helbronner, Selbstporträt

Paul Helbronner (* 24. April 1871 in Compiègne, Département Oise; † 18. Oktober 1938 in Paris) war ein französischer Alpinist und Geodät.
Paul Helbronner, Absolvent der École polytechnique, gehörte zu einer Gruppe französischer alpinistischer Topographen, die das verfügbare Kartenmaterial aufgrund der Lücken und des kleinen Maßstabes für ungenügend hielten. Auf seine Veranlassung berief der französische Alpenverein im Dezember 1902 eine topographische Kommission ein, die Karten im großen Maßstab (1 : 40 000 bzw. 1 : 50 000) erarbeiten sollte. Im Rahmen dieser Kommission befasste er sich in den nächsten Jahren mit der Vermessung der französischen Alpen. Unter anderem bestieg er 1906 La Meije im Écrins-Massiv mit einer kleinen Gruppe und umfangreicher Ausrüstung für Vermessungs- und Fotoarbeiten. Die Ergebnisse dieser Tätigkeiten veröffentlichte er in seinem monumentalen Werk Description géométrique détaillée des Alpes françaises (Detaillierte geometrische Beschreibung der französischen Alpen). Die Vermessungsarbeiten wurden 1920 auf die gesamten französischen Alpen ausgedehnt und erst 1928 fertiggestellt.
Anschließend arbeitete Helbronner an der direkten geodätischen Verbindung von Korsika mit dem Alpenhauptkamm.
Paul Helbronner wurde 1927 zum Mitglied der französischen Académie des Sciences ernannt und war Mitglied des Bureau des Longitudes.
Der Jurist und Vorsitzende des Consistoire central israélite Jacques Helbronner war sein Bruder.
Die Pointe Helbronner in der Mont-Blanc-Gruppe trägt seinen Namen zu seinem Angedenken. In Chamonix-Mont-Blanc und in Grenoble wurden Straßen nach ihm benannt.

## Veröffentlichungen
- Description géométrique détaillée des Alpes françaises, Resumé des opérations exécutées jusqu'a la fin de 1911 pour la description géométrique détaillée des Alpes françaises, impr. Gauthier-Villars, Paris, 1912, 1931 (et Champsaur, Dévoluy, Ecrins, Pelvoux, 1935)
- Au Travail sur le Grand Pic de la Meije, 31 juillet 1906 (Extrait du Tome X de la Description géométrique détaillée des Alpes françaises), Gauthier-Villars, Paris, 1935
- Une Semaine Au Mont Blanc, Août 1893, 1894